# Ithaca, Michigan
Ithaca är administrativ huvudort i Gratiot County i den amerikanska delstaten Michigan. Enligt 2010 års folkräkning hade Ithaca 2 910 invånare.